# Camarógrafo (película de 2016)
Camarógrafo (título ioriginal en inglés: Cameraperson) es una película documental de collage autobiográfico de 2016. La película es un relato de la directora Kirsten Johnson sobre su vida y carrera como directora de fotografía. Se basa en imágenes filmadas por Johnson a lo largo de los años en numerosos países diferentes.
Camarógrafo se estrenó en el Festival de Cine de Sundance con gran éxito de crítica y ganó el primer premio en el Sheffield Doc/Fest.

## Recepción
El camarógrafo tiene una calificación de "Fresco certificado" del 99% en Rotten Tomatoes según 88 reseñas, con un puntaje promedio de 8.4/10; el consenso del sitio dice: "Fresco e inventivo pero accesible de inmediato, Cameraperson destila la vida y la carrera de su sujeto en una experiencia que debería resultar absorbente de inmediato incluso para aquellos que no están familiarizados con su trabajo". En Metacritic, la película tiene una puntuación media ponderada de 86, lo que indica "Aclamación universal".